# Divico

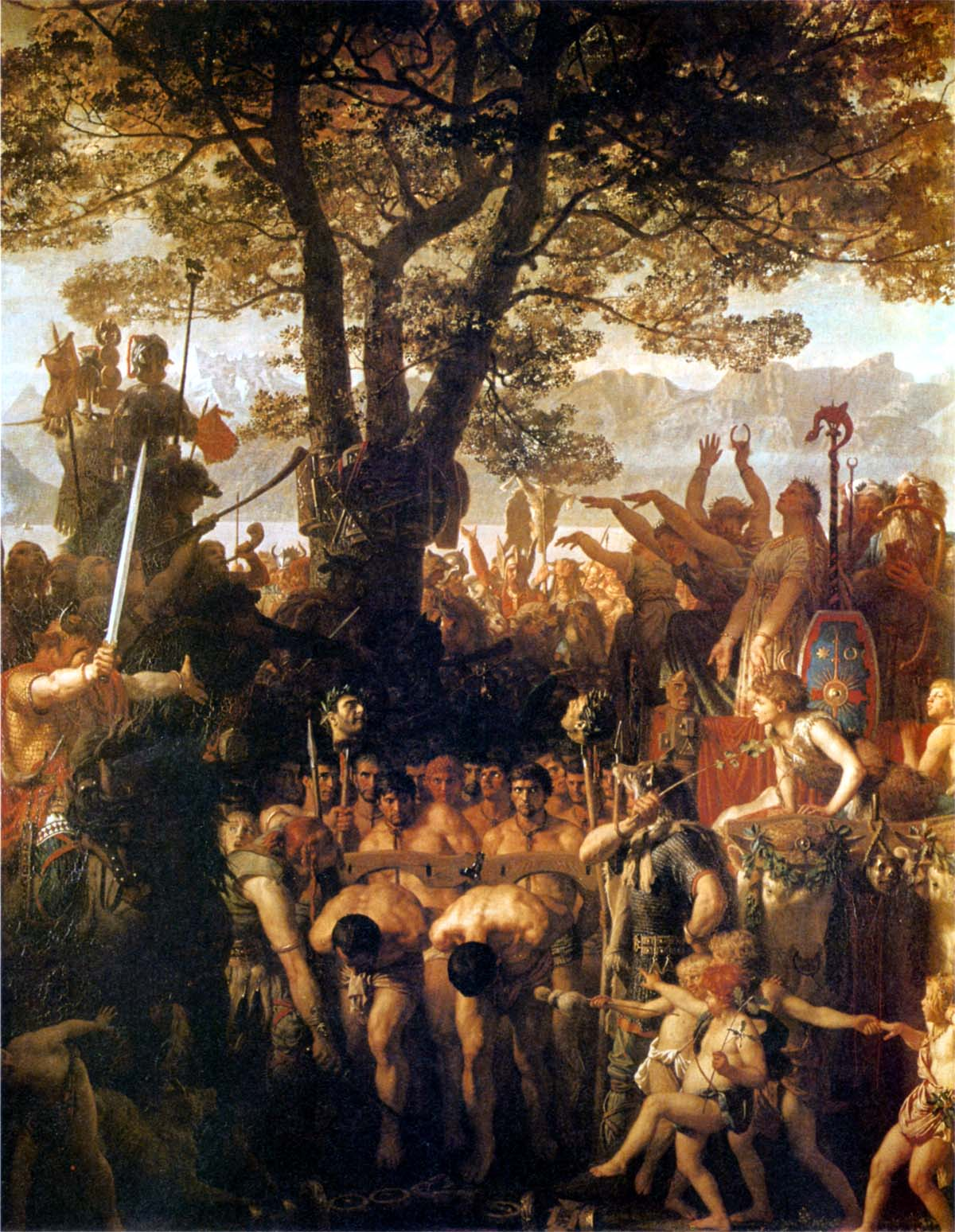
Heroisierendes Gemälde aus dem 19. Jahrhundert auf den Sieg der Helvetier über die Römer in der Schlacht bei Agen

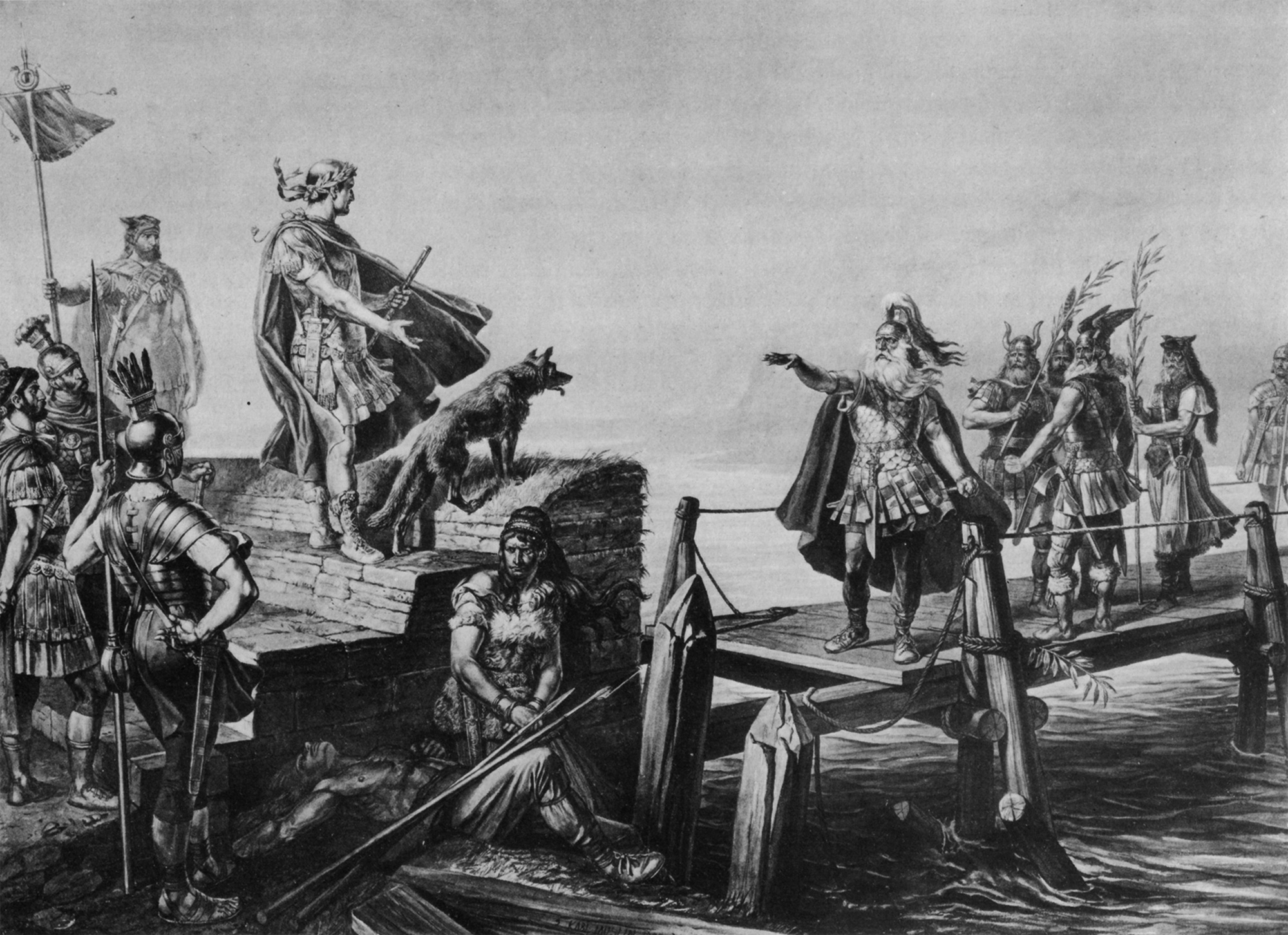
Gaius Iulius Caesar und der Helvetier Divico treffen sich nach der Schlacht an der Saône. Abbildung von Karl Jauslin

Divico (* um 130 v. Chr.; † nach 58 v. Chr.) war ein Anführer des helvetischen Teilstammes der Tiguriner.

## Geschichte
107 v. Chr. besiegten gemäss Cäsar (De bello Gallico, I, 12-14) die Tiguriner unter Divico die Römer unter Lucius Cassius Longinus in der Schlacht bei Agen. 58 v. Chr. führte er in hohem Alter als Nachfolger des Orgetorix die Helvetier nach Genf, wo Gaius Iulius Caesar sie zum Ausweichen nach Norden zwang. Nach einem römischen Überfall an der Saône führte Divico die Gesandtschaft an, die mit Cäsar verhandelte (vgl. Caes. Gall. I 13,2-14,7).
Cäsar überlieferte aus diesen Verhandlungen den Satz, dass die Helvetier keine Geiseln stellten, sondern gewohnt seien, solche zu nehmen, wie die Römer ja aus eigener Erfahrung wüssten: Ita Helvetios a maioribus suis institutos esse, uti obsides accipere, non dare consuerint; eius rei populum Romanum esse testem. (Caes. Gall. I 14,7). Mit diesem Bezug auf die Niederlage der Römer gegen die Tiguriner liess Divico die Verhandlungen scheitern, in denen Cäsar den Helvetiern gegen Stellung von Geiseln und Schadensersatzleistungen für angerichtete Plünderungen und Verwüstungen Friedensschluss angeboten hatte. Kurz darauf wurden die Helvetier in der Schlacht von Bibracte vernichtend geschlagen; die Überlebenden zwang Caesar, in ihre Heimat zurückzukehren und ihre Dörfer wieder aufzubauen.

## Heroisierung im 19. Jahrhundert
Im 19. Jahrhundert stand Divico als Nationalheld der modernen Schweiz in Konkurrenz zu Wilhelm Tell. Zahlreiche Historiengemälde verherrlichten seine Taten, auch die Literatur nahm den Stoff auf. Conrad Ferdinand Meyer verfasste etwa das Gedicht «Ein Joch am Leman» zur Verherrlichung von Divicos Sieg über die Römer.
Einerseits war Divico vor der Rezeption der Tell-Legende durch Schiller beim gebildeten Bürgertum bekannter, da Cäsars Schriften zur Pflichtlektüre im Gymnasium gehörten. Andererseits repräsentierte er ganz andere Tugenden: Er galt als mutig, furchtlos, stolz, trotzig und weise – und er entstammte dem Adel bzw. der Führungsschicht. Tell hingegen war für das konservative Bürgertum eine suspekte Figur, ein Tyrannenmörder, Revolutionär, ein «Mann aus dem Volk», ein Einzelkämpfer.
Im 20. Jahrhundert verdrängte jedoch Wilhelm Tell Divico fast völlig, nur im Rahmen der Geistigen Landesverteidigung erlebte er eine Renaissance. Während dieser Zeit wurde vor allem der trotzige Widerstandswille hervorgehoben, den Divico gegenüber Cäsar an den Tag gelegt haben soll. Damit wurde ein Bezug hergestellt zum Widerstand der Schweiz gegen das übermächtige Dritte Reich während der Zeit des Nationalsozialismus. In der Nachkriegszeit versank Divico zunehmend in der Vergessenheit, insbesondere seit im Geschichtsunterricht in den Schweizer Schulen in den 1980er-Jahren immer weniger auf die Geistige Landesverteidigung eingegangen wurde.